# Tallinna Jalgpalli Klubi
El Tallinna Jalgpalli Klubi fou un club de futbol estonià de la ciutat de Tallinn.

## Història
Va ser fundat l'any 1921, desapareixent el 1941. Renasqué breument el 1991. El 4 de gener de 2008 es fusionà amb SK Legion Tallinn formant el Tallinna JK Legion. Fou un dels clubs de futbol estonians més destacats anteriors a la segona guerra mundial, amb 2 lligues i 2 copes nacionals.

## Escut i colors
Després de la seva fundació el 1921, el TJK jugà amb samarreta blanca i pantaló negre, però aviat adoptà el color verd. Una possible teoria sobre l'origen del color verd diu que aquest fou escollit en referència a la herba del seu estadi, doncs el TJK fou el primer club en disposar d'un estadi amb gespa.
L'escut fou creat per l'artista Jungberg i representava un lleó , animal que també apareix a l'Escut d'Estònia. A partir dels anys 1990s, el nou club començà a jugar amb uniforme blau.

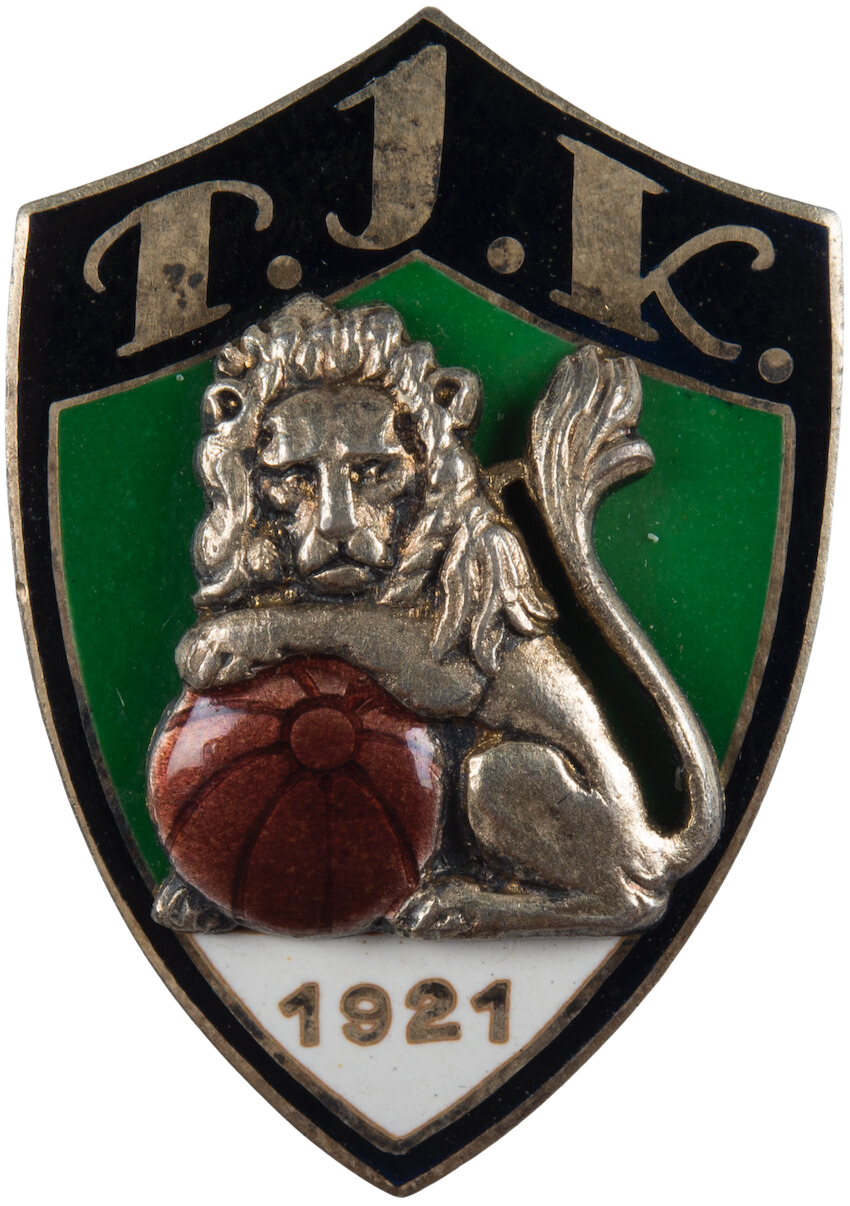
1921–1941
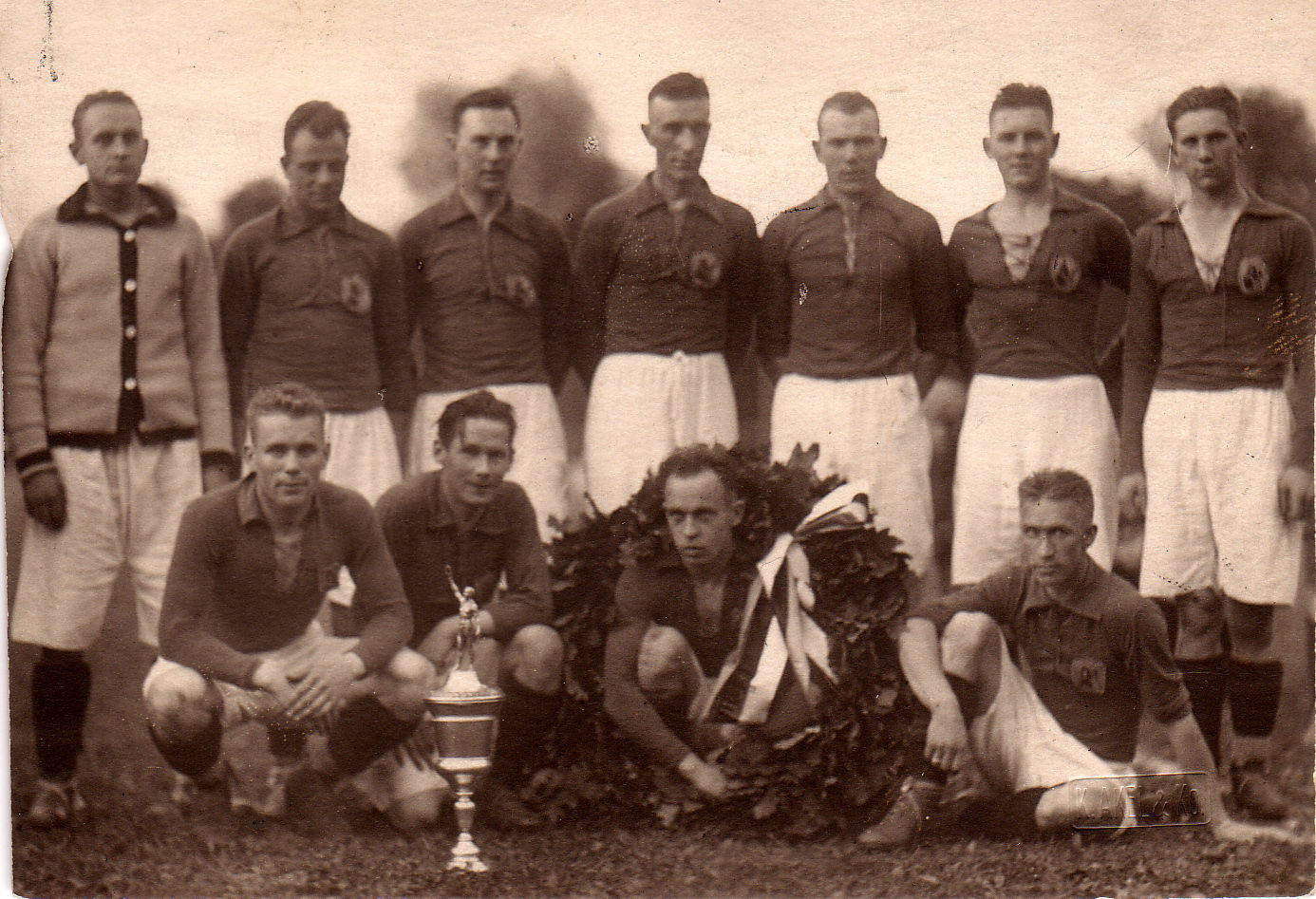
Equip el 1928
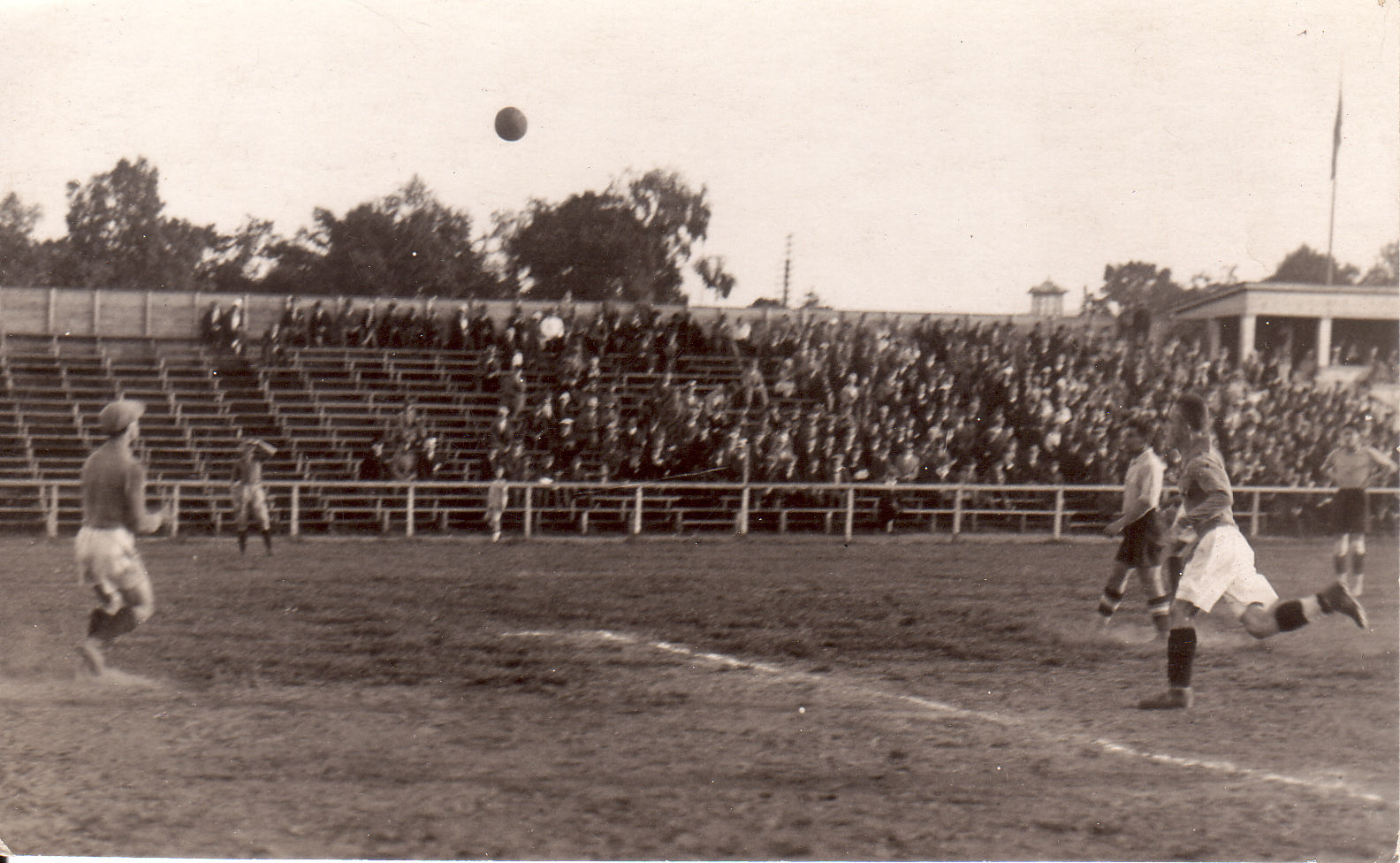
Estadi el 1926

## Palmarès
- Lliga estoniana de futbol: (2)
  - 1926, 1928
- Copa estoniana de futbol: (2)
  - 1939, 1940

## Futbolistes destacats
- Eduard Ellman-Eelma, internacional amb Estònia
- Dmitri Kruglov, internacional amb Estònia
- Konstantin Vassiljev, internacional amb Estònia
- Tarmo Kink, internacional amb Estònia